# Spiramater libera
Spiramater libera là một loài bướm đêm trong họ Noctuidae.